# Tommaso Salini
Tommaso Salini (Roma, ca. 1575 – Roma, 13 o 14 Settembre 1625) è stato un pittore italiano.

## Biografia

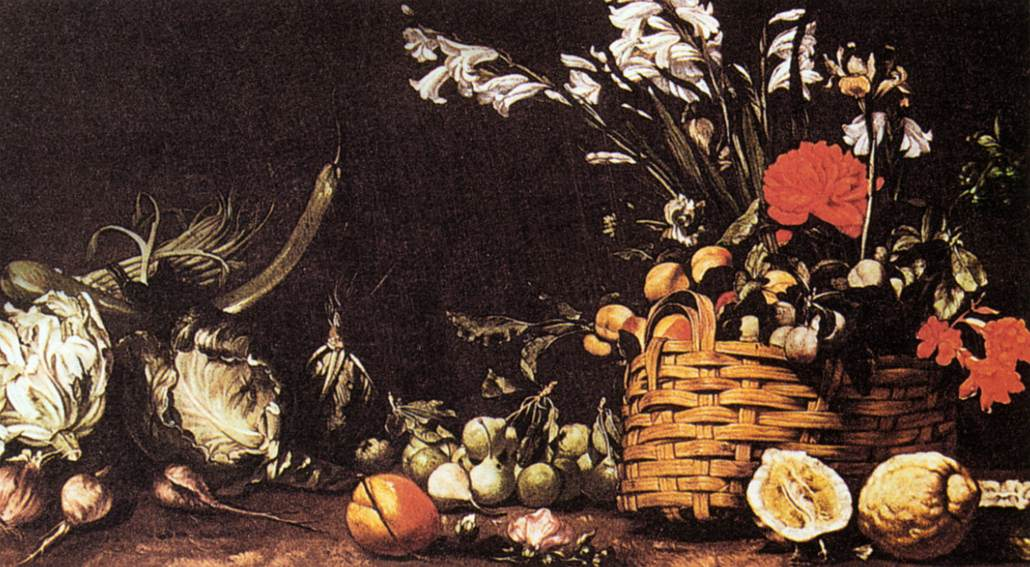
Tommaso Salini, Natura morta con frutta e fiori, Pinacoteca del Castello Sforzesco (Milano)

Tommaso Salini nacque il 21 novembre 1577 da Giulia Boschi e Battista Salini.
In gioventù frequentò la bottega di Francesco Morelli, dove fece amicizia con Giovanni Baglione, anch'egli di origini fiorentine.
Si dedicò principalmente alla pittura e fu attivo nel periodo del barocco, a Roma. Era specializzato nella pittura di genere ed in particolare nella natura morta. Gli sono stati attribuiti due dipinti a soggetto sacro: il San Nicola da Tolentino e i Santi Quattro Coronati, il primo conservato a Roma, nella chiesa di Sant'Agostino. Fu influenzato dall'opera di Caravaggio, con il quale condivideva un carattere molto turbolento.
Influenzò molto la pittura di natura morta e fu maestro di Mario de' Fiori.
A lui potrebbe essere attribuita la bellissima Fiasca con fiori della Pinacoteca civica di Forlì. Il suo dipinto Venditrice di uova si trova al Minneapolis Institute of Art.
Salini fu anche combattente: insieme a Jacopo Baglione, fratello minore di Giovanni, partì per l'Ungheria per combattere contro i turchi. Jacopo morì in guerra, a differenza di Salini, che si salvò e tornò a Roma.